# Vydoubytchi (métro de Kiev)
Vydoubytchi (ukrainien : Видубичі ; russe : Выдубичи, Vydoubitchi) est une station de la ligne Sirets'ko-Petchers'ka (M3) du métro de Kiev. Elle est située dans le raïon de Holossiïv de la ville de Kiev en Ukraine.
Mise en service en 1991, elle est desservie par les rames de la ligne M3. Le service est arrêté ou perturbé depuis l'invasion de l'Ukraine par la Russie en 2022.

## Situation sur le réseau
Établie en souterrain, la station Vydoubytchi, est une station de passage de la Ligne Sirets'ko-Petchers'ka (M3) du métro de Kiev. Elle est située entre la station Droujby narodiv, en direction du terminus ouest Syrets, et la station Slavoutytch, en direction du terminus est, Tchervonyï khoutir.
Elle dispose d'un quai central encadré par les deux voies de la ligne.

## Histoire
La station Vydoubytchi est mise en service le 30 décembre 1991, lors de l'ouverture à l'exploitation de la section de Klovska à Vydoubytchi. Elle est conçue par les architectes N. Alyoshkin, A. Krushinsky.

## Services aux voyageurs

### Desserte
Vydoubytchi est desservie par les rames de la ligne M3.

Installations et desserte
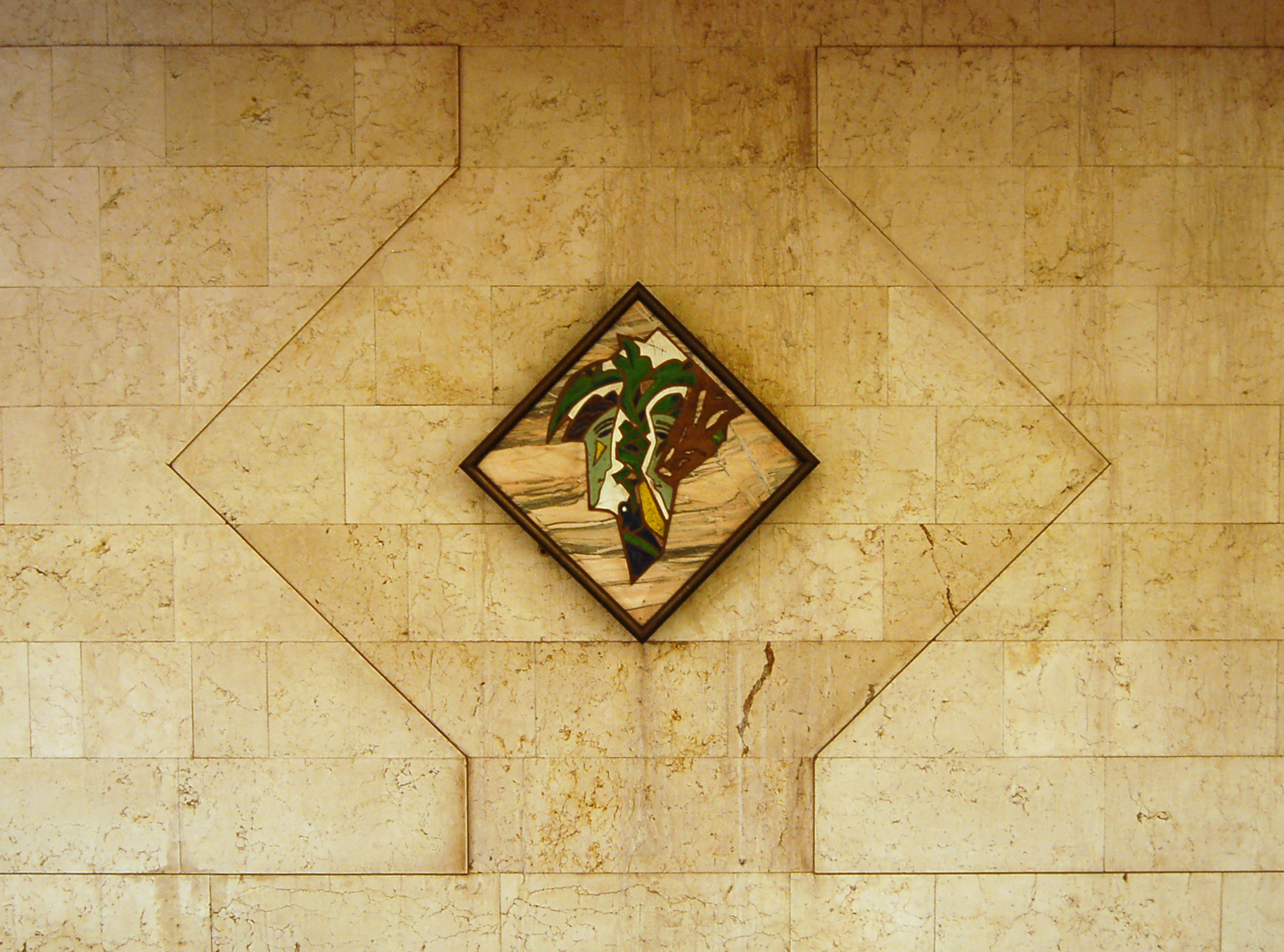
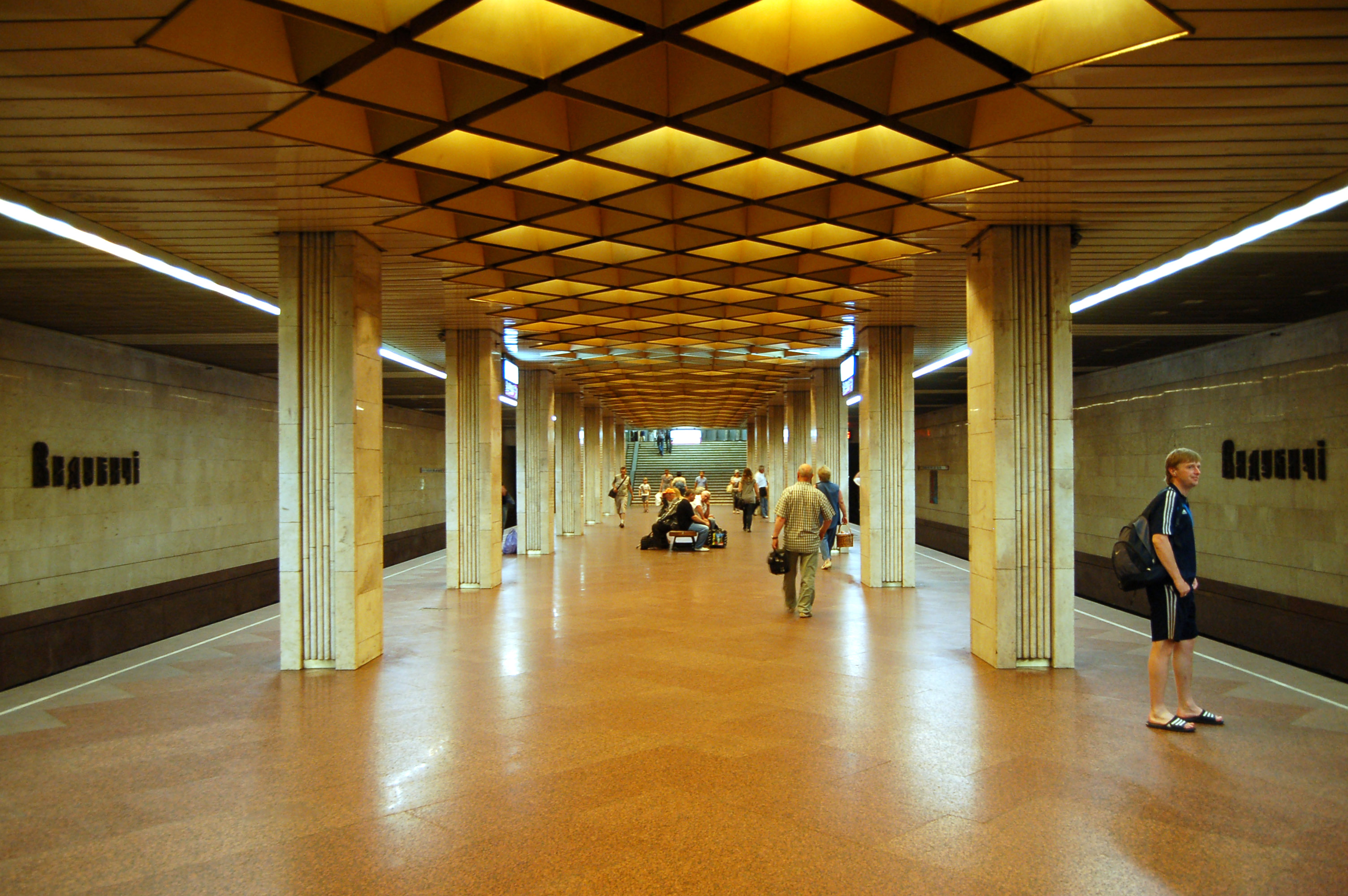
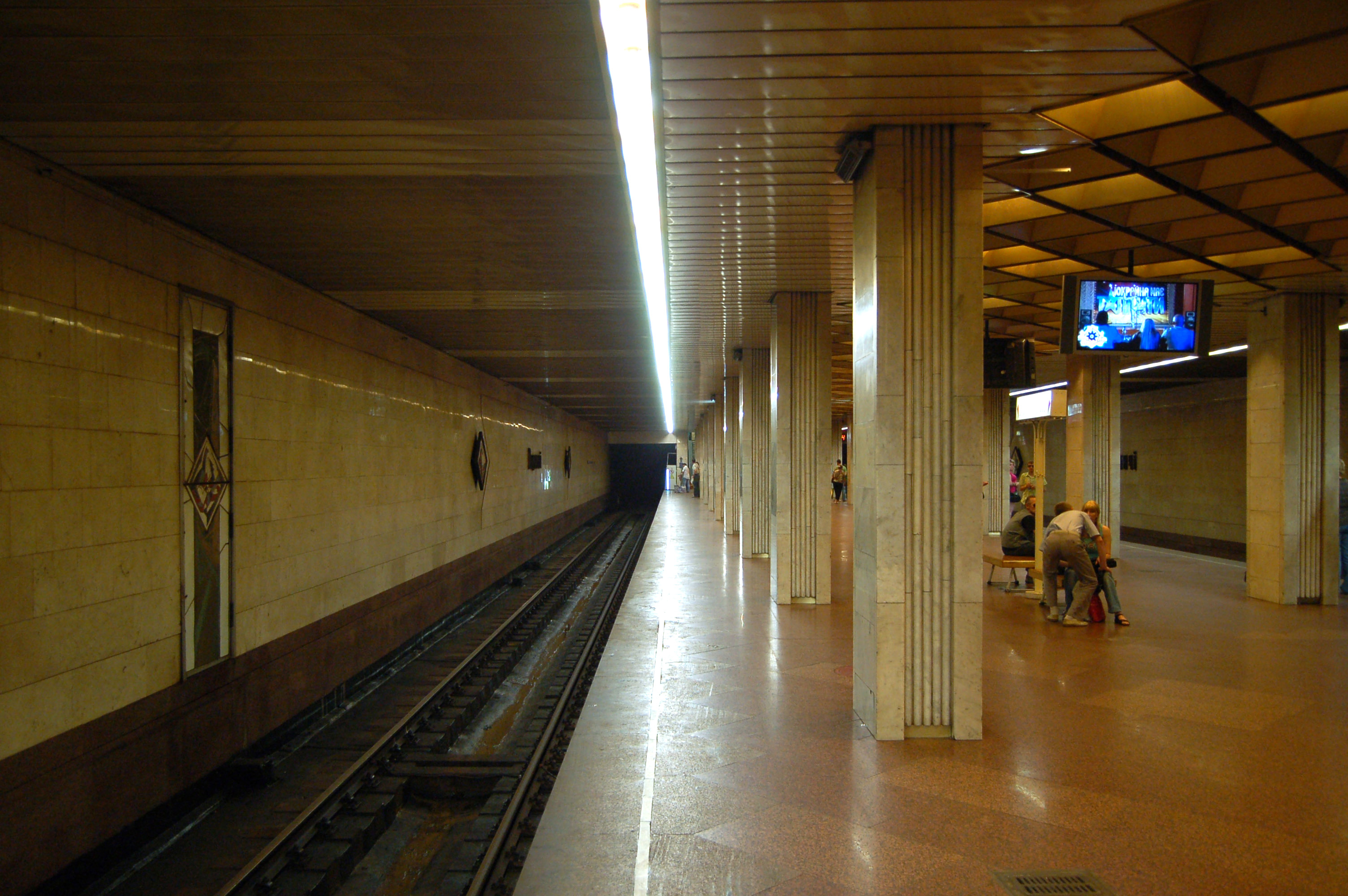